# Auto-Tune

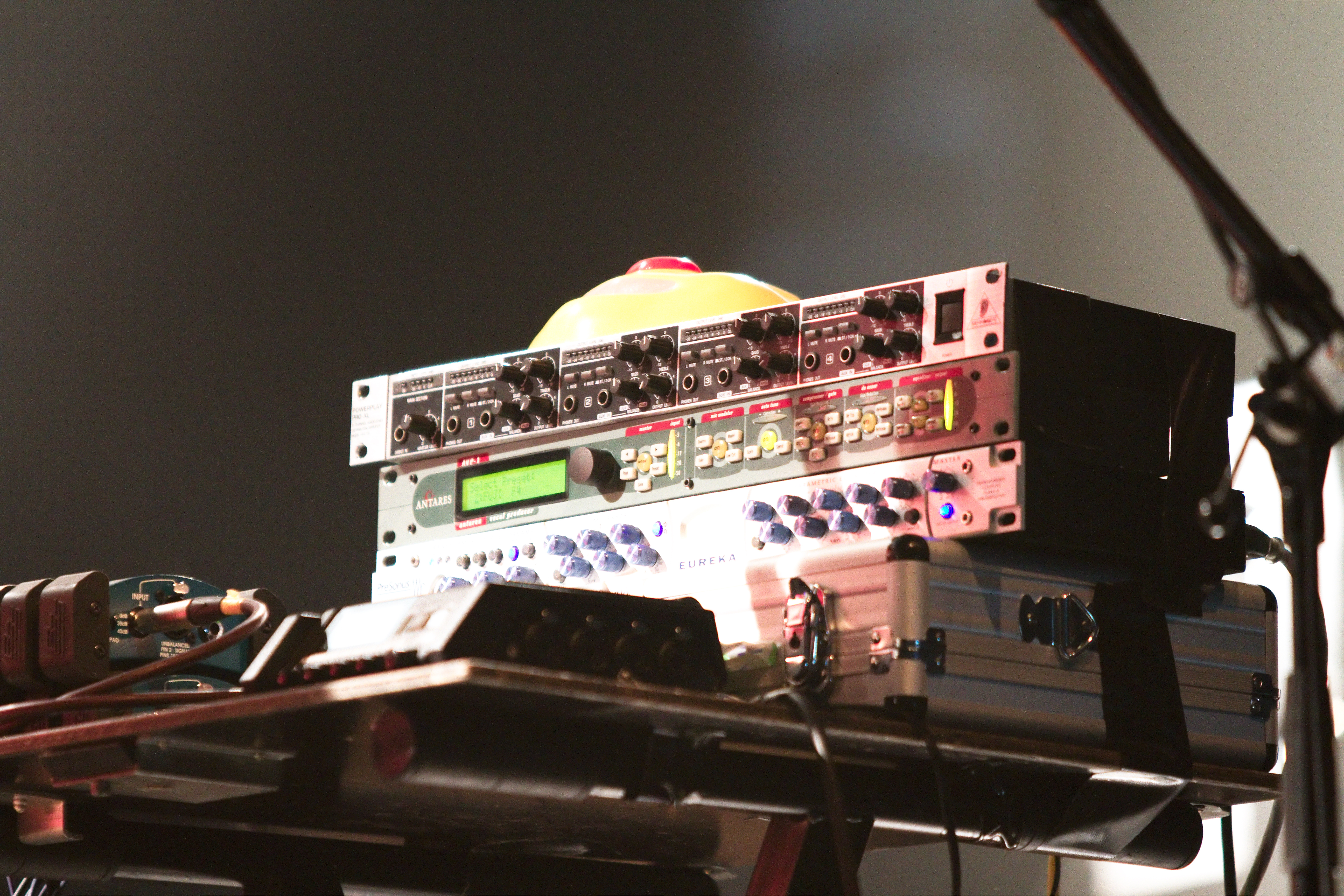
Bộ xử lý giọng hát Antares AVP-1 (giữa)

Auto-Tune là bộ xử lý âm thanh được tạo bởi và thương hiệu đã đăng ký  của Antares Audio Technologies, sử dụng một thiết bị độc quyền để đo và thay đổi cao độ trong ghi âm và biểu diễn nhạc cụ và giọng hát. Nó được dự định ban đầu để che giấu hay làm chuẩn lại các nốt hát không chính xác, cho phép các đoạn thanh nhạc được chỉnh lại mặc dù ban đầu có thể là hơi sai về cao độ.
Bắt đầu với bản hit " Believe" năm 1998 của Cher, các nhà sản xuất bắt đầu sử dụng Auto-Tune làm hiệu ứng âm thanh, để cố tình bóp méo giọng hát. Vào năm 2018, nhà phê bình âm nhạc Simon Reynold đã chỉ ra rằng Auto-Tune đã "cách mạng hóa âm nhạc phổ biến", gọi việc sử dụng nó cho các hiệu ứng là "mốt không thể phai mờ. Việc sử dụng nó giờ đây trở nên hiển nhiên hơn bao giờ hết." 
Không nên nhầm lẫn hiệu ứng này với bộ phát âm hoặc hộp đàm thoại.

## Miêu tả
Auto-Tune có sẵn dưới dạng trình plugin cho các máy tính âm thanh kỹ thuật số được sử dụng trong cài đặt phòng thu và dưới dạng một bộ phận độc lập, gắn trên giá để xử lý hiệu suất trực tiếp. Bộ xử lý hơi dịch chuyển các nốt sang nửa đúng, gần đúng (đến cao độ chính xác của nốt gần nhất). Tự động điều chỉnh cũng có thể được sử dụng như một hiệu ứng để làm biến dạng giọng nói của con người khi âm vực được tăng hoặc giảm đáng kể, sao cho giọng nói được nhảy từ nốt sang nốt theo từng bước, giống như âm thanh tổng hợp.
Auto-Tune đã trở thành thiết bị tiêu chuẩn trong phòng thu âm chuyên nghiệp. nhạc cụ như đàn guitar Peavey AT-200 sử dụng công nghệ Auto Tune để điều chỉnh cao độ theo thời gian thực.